# Krzyżówki (województwo pomorskie)
Krzyżówki (Krzyżanki) – osada w Polsce w województwie pomorskim, w powiecie sztumskim, w gminie Stary Targ przy drodze wojewódzkiej nr 515. Osada wchodzi w skład sołectwa Łoza.
W latach 1975–1998 miejscowość administracyjnie należała do województwa elbląskiego.